# 잉골프 아르나르손

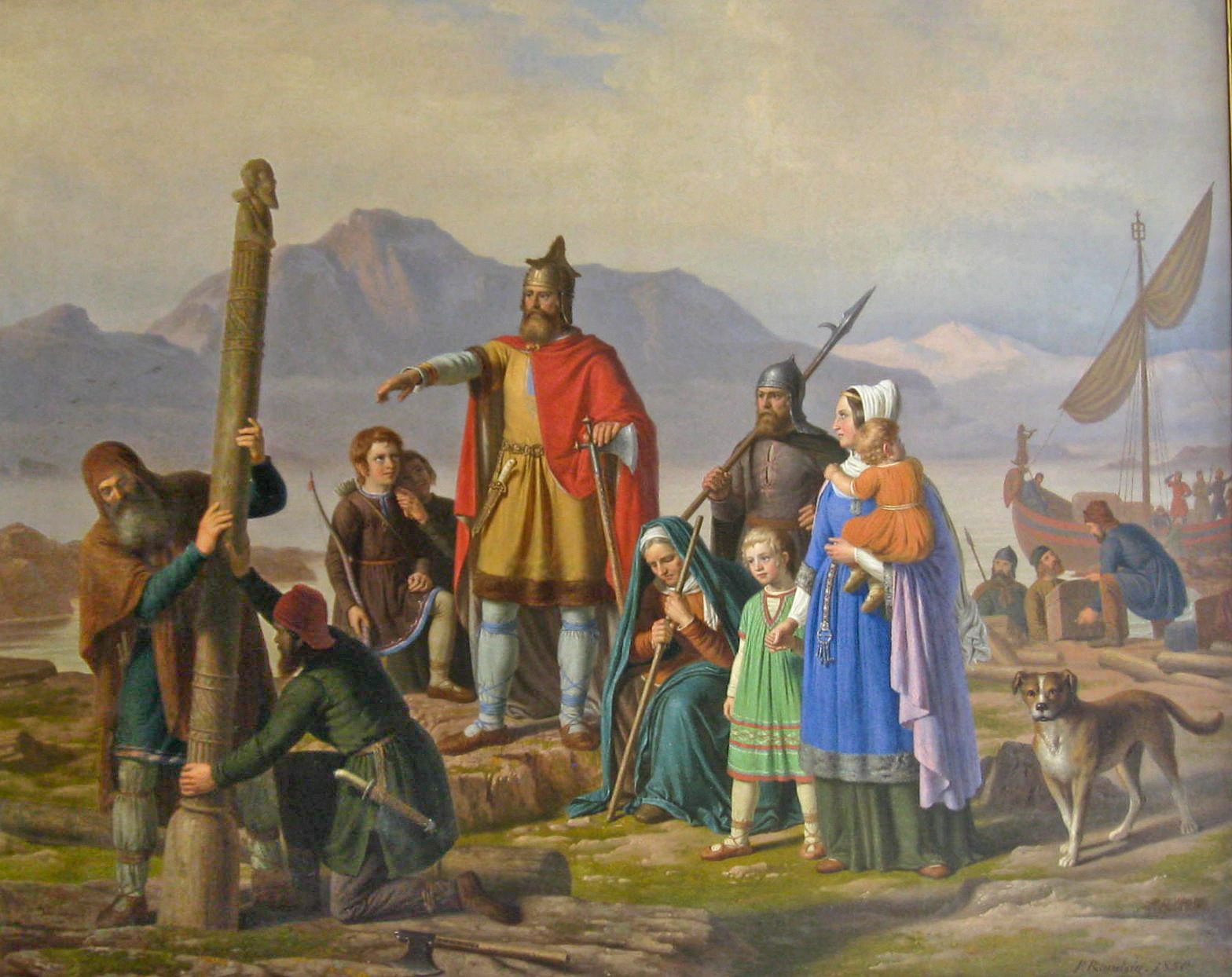
잉골프 가족의 아이슬란드 상륙.

잉골프 아르나르손(고대 노르드어: Ingólfr Arnarson, 아이슬란드어: Ingólfur Arnarson 잉코울퍼르 아르트나르손[ˈiŋkoulvʏr̥ ˈartnar̥sɔn])는 9세기 사람으로, 아내 할베이그 프로데스다테르(Hallveig Frodesdatter)와 함께 아이슬란드에 처음으로 영구 정착한 노르드인이다. 《식민의 서》 등에서 전통적으로 전해지는 바에 따르면 874년에 이들 가족이 레이캬비크를 세웠다고 한다. 다만 아이슬란드에서 발견된 유물들은 사실 이보다 조금 더 일찍 사람이 정착했음을 지지한다.
중세의 연대기작자 아리 토르길손은 잉골프가 아이슬란드에 정착한 최초의 노르드인 정착자이나, 그 이전에 파파르라고 불리는 게일인 은둔자들이 먼저 살고 있었다고 썼다. 파파르들은 기독교인들로서 노르드인 이교도들과 섞여 살고 싶지 않아 섬을 떠나버렸다고 한다.
잉골프가 살았던 당대로부터 300년쯤 뒤에 쓰여진 《식민의 서》에서는 잉골프의 아이슬란드 정착 과정을 매우 상세하게 다루고 있다. 이 책에 따르면 잉골프는 노르웨이 출신으로 유혈낭자한 씨족간 복수극에 관여되어 노르웨이를 뜨게 되었다. 그러다 가르다르 스바바르손, 플로키 빌게르다르손 등이 대서양에서 새로운 섬(아이슬란드)을 발견했다는 소식을 듣게 되었고, 이복형제 효를레이프 흐로드마르손과 함께 아이슬란드로 갔다. 섬이 보이기 시작하자 잉골프는 추장의 권위를 상징하는 기둥을 배 밖으로 던져 신들이 점지해주는 곳에 정착하겠다고 선언했다. 이후 그의 노예들 중 두 명이 3년에 걸쳐 해안가를 찾아다녔고 마침내 작은 만에서 기둥을 찾아냈는데 그 자리가 오늘날의 레이캬비크이다.
한편 잉골프의 형제 효를레이프는 게일인 노예들을 험하게 부렸다가 노예들의 앙심을 사 살해당했다. 잉골프는 상전을 살해한 노예들을 추적하여 잡아 죽였다. 노르드인들은 게일인들을 "서쪽 사람"이라는 뜻의 "베스트만"이라고 불렀는데, 잉골프가 게일인 노예들을 죽인 장소를 "서쪽 사람의 섬들"이라고 부르게 되어 이곳이 오늘날의 베스트만나에이야르 제도이다. 이후 잉골프는 아이슬란드 남서부에서 가장 큰 정착지를 꾸렸다고 하는데 정착 이후로는 무엇을 했는지 전혀 알려진 바가 없다. 잉골프의 아들 토르스테인 잉골프손(Þorsteinn Ingólfsson)은 영향력 있는 추장이 되어 세계 최초의 의회인 팅그(오늘날 알팅그의 전신)를 세우는 데 참여했다고 한다.